# Sudski silogizam
Sudski silogizam je skup misaonih operacija suda (sudije) kojima on ispituje da li konkretno činjenično stanje, primenom određene zakonske norme , proizvodi određeno pravno dejstvo. Takav postupak se zove supsumcija, odnosno podvođenje činjeničnog stanja pod pravnu normu.
Supsumpcija se obavlja pomoću silogističke operacije, pri čemu je gornji stav sudskog silogizma, ili premissa maior - stav prema pravnoj posledici koja se zasniva na pravnoj normi ( na primer: "Ko drugome svojom krivicom prouzrokuje štetu, dužan ju je i nadoknaditi") a za koju u datom slučaju treba utvrditi da li je nastupila, dok donji silogistički stav, premissa minor, čini konkretno činjenično stanje ("tuženi je svojom krivicom prouzrokovao tužiocu štetu"). 
Iz ove dve premise sud izvodi zaključak  da jeste, ili da nije, predmetna pravna posledica  nastupila ("tuženi je dužan naknaditi štetu tužiocu").